# Rinaldo Nocentini
Rinaldo Nocentini, född 25 september 1977 i Montevarchi, Toscana, är en italiensk före detta professionell tävlingscyklist. Han blev professionell 1999 med Mapei-Quick Step, som han tävlade för i tre år. Sedan 2007 tävlade han för UCI ProTour-stallet Ag2r Prévoyance. 
Rinaldo Nocentini tog hem silvret i U23-världsmästerskapens linjelopp 1998 efter sin landsmannen Ivan Basso.
Nocentini har bland annat vunnit två etapper på Langkawi runt 1999 och en etapp på Polen runt 2004. 
Rinaldo Nocentini vann Giro dell'Appennino och Giro del Veneto under säsongen 2006. Under säsongen vann han också Coppa Placci framför landsmännen Emanuele Sella och Raffaele Ferrara.
Under säsongen 2007 vann han en etapp på Tour Méditerranéen och GP Miguel Indurain.
I mars 2008 vann Nocentini Gran Premio di Lugano framför sina landsmän Davide Rebellin och Enrico Gasparotto. Han slutade senare den månaden tvåa i Paris-Nice efter landsmannen Davide Rebellin. Han slutade också tvåa i Tour du Haut Var efter Davide Rebellin.
Han vann etapp 7 av Tour of California 2009 framför Hayden Roulston och Pieter Weening.
Den 10 juni 2009 tog han över den gula ledartröjan i Tour de France 2009 efter den sjunde etappen och han behöll tröjan under åtta etapper. Det var första gången som Rinaldo Nocentini deltog i Tour de France.

## Meriter
2009
1:a, etapp 7, Tour of California
2008
1:a, Gran Premio di Lugano
2:a, Paris-Nice
2:a, Tour du Haut Var
4:a, Tour Méditerranéen
2007
1:a, GP Miguel Indurain
1 etapp, Tour Méditerranéen
2006
1:a, Giro dell'Appennino
1:a, Giro del Veneto
1:a, Coppa Placci
2004
1 etapp, Polen runt
2003
1:a, Giro di Toscana
Bergsmästartävlingen, Österrike runt
1999
2 etapper, Tour de Langkawi
1998
2:a, Världsmästerskapen - linjelopp (U23)
1995
3:a, Världsmästerskapen - linjelopp (U19)

## Stall
- Mapei-Quick Step 1999–2001
- Fassa Bortolo 2002
- Formaggi Pinzolo Fiavè-Ciarrocchi Immobiliare 2003
- Acqua & Sapone 2004–2006
- Ag2r Prévoyance 2007–